# Pradip Choudhuri
Pradip Choudhuri est un poète et essayiste bengali né près de Calcutta (aujourd’hui Kolkata) le 5 février 1943 et décédé du Covid-19 le 25 avril 2021 à Calcutta. Il s'est d'abord fait connaître comme un des membres du mouvement de la Hungry generation. Il écrit dans sa langue maternelle mais aussi en anglais et en français.

## Biographie[1].
Pradip Choudhuri a passé l'essentiel de son enfance et de son adolescence à Calcutta. Il raconte dans un entretien accordé à Alain Jégou  que jusqu'à l'âge de six ans sa "passion première était de faire du cerf-volant", de compter les chèvres, de jouer et de courir sur les rails d'une voie de chemin de fer abandonnée.
Ayant suivi son père, enseignant, au fil de diverses mutations, il a notamment vécu à Delhi et dans l'état de Tripura.
Ses premières compositions poétiques, alors qu'il a 13 ou 14 ans, sont des poèmes d'amour de facture traditionnelle.
En 1963 il rentre à Calcutta et devient étudiant à la Visva-Bharati University au printemps 1964. C'est à ce moment que débute son véritable parcours poétique : il commence notamment à publier une revue trimestrielle d'art et de littérature, Swakal (Posséder le temps). À la fin des années 1960, cette publication deviendra Pphoo, revue trilingue, anglais, français, bengali.
Étudiant et poète contestataire très virulent, il est exclu de son université, pour cause d'écrits jugés obscènes et subversifs.
Il se lie alors à de jeunes poètes et écrivains, notamment Utpalkumar Basu, Sandipan Chattopadhyay, Falguni Ray, Shakti Chattopadhyay, Samir Roychoudhury, Malay Roy Choudhury, Debi Ray, Subimal Basak, Tridib Mitra, Sobo Acharya, Saileswar Ghose et Subhas Ghose et se retrouve considéré comme un des leaders de la « Hungry generation », la « Génération affamée » qui recevra très vite le soutien de la « Beat Generation » américaine, en particulier d'Allen Ginsberg et Lawrence Ferlinghetti.
Depuis cette époque, Pradip Choudhuri est resté fidèle à un « idéal » poétique fondé sur la liberté, voire la marginalité, le rejet de l'establishment social et littéraire, de l'esprit bourgeois. Sa fraternité d'esprit avec Jack Kerouac ne s'est jamais démentie.

## Œuvres en français
- L'existence phénoménale de Jack Kerouac: son influence sur la conscience moderne (Tempus Fugit, Belgique, 1987 - Nouvelle édition : Le Chasseur Abstrait, Mazères, 2010)
- Le Faux nom qu'était Jack Kerouac (N'importe quelle route, Montréal, 1987)
- Québec Kerouac Blues - recueil (Écrits des Forges, Ottawa, 1989)
- Lieux d'Asile, Lieux d'Exil - recueil (Poésie Clandestine, Saint-Lô, 1994)
- Ratri (La Nuit) (Éditions Pphoo, Calcutta, 1996)
- Le Trou Noir (1996)
- Jeu de Sang - recueil (Éditions Hors jeu, France, 1997)
- Poésie religion (Éditions Le Givre de l'Eclair, France, 2000)
- Grosse bise à toutes les chiennes égarées (Éditions Pphoo, 2004)